# Dasyprocta kalinowskii
El agutí de Kalinowski (Dasyprocta kalinowskii) es una especie de mamífero roedor de la familia Dasyproctidae. Recibió su nombre científico en homenaje al zoólogo polaco Jan Kalinowski (1860-1942).

## Distribución geográfica
Se le encuentra únicamente en el sureste de Perú, estando la localidad tipo en el departamento del Cuzco.